# Cuentos imposibles
Cuentos imposibles és una sèrie de Televisió Espanyola de sis episodis estrenada el 2 d'octubre de 1984 i dirigida per Jaime de Armiñán. La música era de Vainica Doble i la fotografia de Teo Escamilla. El sisè i últim episodi de la sèrie, Juncal, va tenir un gran ressò i finalment generaria una sèrie pròpia dirigida pels mateix Armiñán.

## Protagonistes
- Amparo Baró
- Álvaro de Luna
- Agustín González
- María Luisa Ponte
- Carme Elias

## Episodis
| 1 | Ingrid Bloom      | Amparo Baró, Eduardo Calvo, Álvaro de Luna                     | 2 d'octubre del 1984   |  |  |  |
| Un comptable entra casualment a un cinema porno i guanya un concurs que consisteix en un cap de setmana a Eivissa amb la protagonista.                                                                                    |                   |                                                                |                        |  |  |  |
| |                   |                                                                |                        |  |  |  |
| 2 | Nuevo amanecer    | Amparo Baró, Lina Canalejas, Álvaro de Luna, Irán Eory         | 9 d'octubre del 1984   |  |  |  |
| |                   |                                                                |                        |  |  |  |
| |                   |                                                                |                        |  |  |  |
| 3 | Rosa fresca       | Josep Moratalla, María Luisa Ponte, Ramon Pons                 | 16 d'octubre del 1984  |  |  |  |
| Un professor de literatura coneix a la biblioteca a una dobladora. Ella el convida a sopar i mentre prepara el sopar ell treu a passejar el gos, però quan vol tornar a casa tots els portals li semblen iguals.          |                   |                                                                |                        |  |  |  |
| |                   |                                                                |                        |  |  |  |
| 4 | ¡Ha dicho papá!   | Joaquim Kremel, María Luisa San José, Mari Carmen Prendes      | 23 d'octubre del 1984  |  |  |  |
| El matrimoni de Luisa i Manolo és en crisi. El pare de Manolo els suggereix tenir un fill, però com que va tenir galteres és estèril i han de recórrer a la inseminació artificial.                                       |                   |                                                                |                        |  |  |  |
| |                   |                                                                |                        |  |  |  |
| 5 | Hostal Valladolid | Manuel Galiana, Alicia Sánchez, Amparo Baró, María Luisa Ponte | 30 d'octubre del 1984  |  |  |  |
| Ginés és un funcionari que viu a una pensió i que té relacions amb la filla de l'ama amb la intenció que l'atenguin millor, Però els coses es compliquen quan intervé la mare de la noia i aleshores decideixen casar-se. |                   |                                                                |                        |  |  |  |
| |                   |                                                                |                        |  |  |  |
| 6 | Juncal            | Francisco Rabal, Manuel Zarzo, Amparo Baró, Lina Canalejas     | 6 de novembre del 1984 |  |  |  |
| Juncal és un torero retirat que viu de demanar préstecs a amics i coneguts. Darrerament s'ha entestat en veure la presa d'alternativa d'un jove torero que creu que és el seu fill.                                       |                   |                                                                |                        |  |  |  |
| |                   |                                                                |                        |  |  |  |